# Pouillot des Canaries
Phylloscopus canariensis
Espèce
Statut de conservation UICN

 LC  : Préoccupation mineure

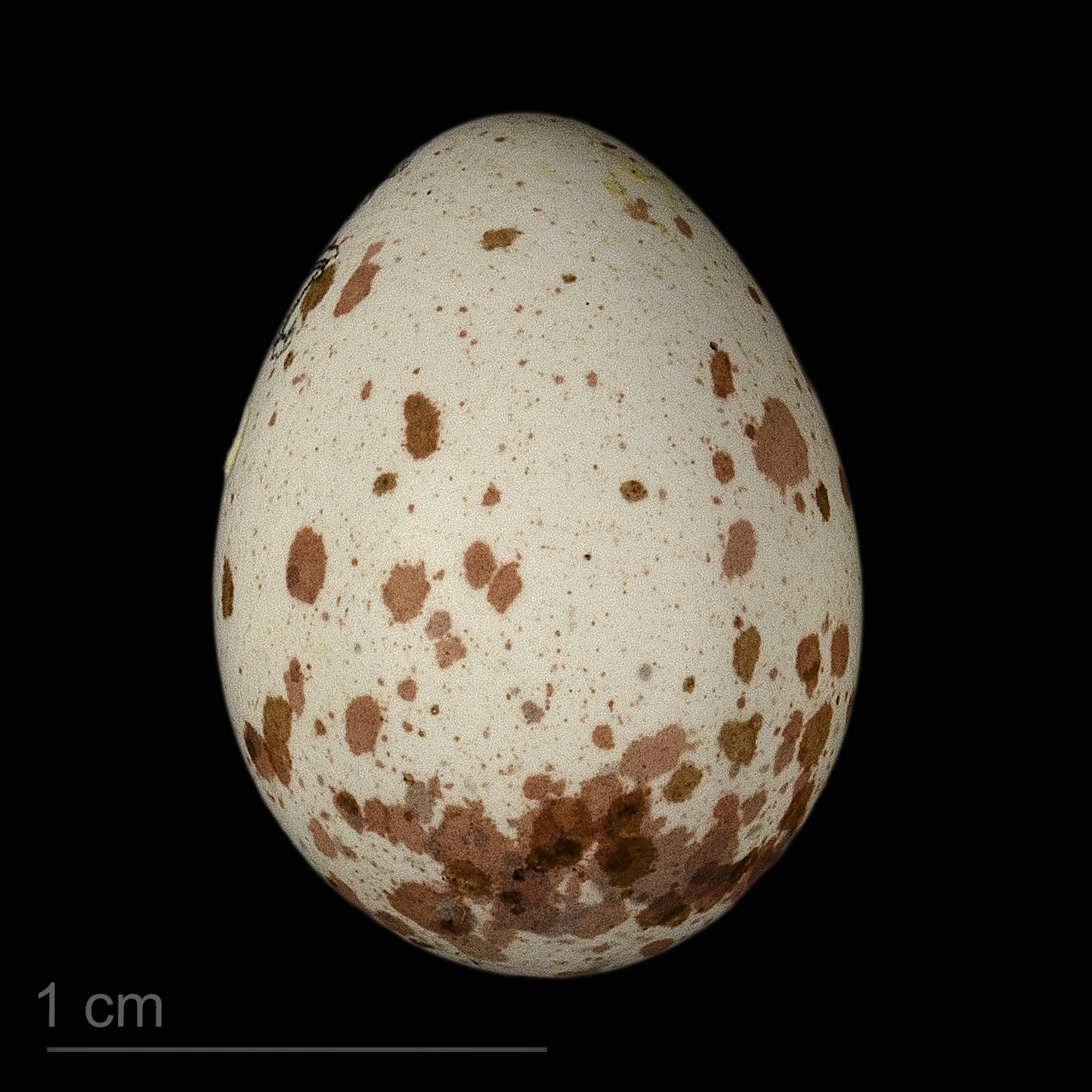
Oeufs de Phylloscopus canariensis - Muséum de Toulouse

Le Pouillot des Canaries (Phylloscopus canariensis) est une espèce de petits oiseaux endémique des îles Canaries, en Espagne.

## Taxonomie
Autrefois considéré comme une sous-espèce du Pouillot véloce (Phylloscopus collybita), il est aujourd'hui reconnu comme espèce à part entière sous la dénomination scientifique Phylloscopus canariensis (Clement & Helbig, 1998 ; Sangster et al., 2002), se démarquant du Pouillot véloce par sa petite taille, ses courtes ailes et son chant. Des analyses ADN ont confirmé la divergence de ces deux espèces.

## Sous-espèces
Selon la classification de référence du Congrès ornithologique international (version 3.3, 2013), cet oiseau est représenté par deux sous-espèces :
- Phylloscopus canariensis canariensis (Hartwig, 1886) ;
- Phylloscopus canariensis exsul Hartert, 1907.